# مطار زركوه
مطار زركو (إيكاو: OMAZ) هو مطار خاص تديره شركة بترول أبو ظبي الوطنية. يخدم حقل النفط في جزيرة زركوه، أبو ظبي، الإمارات العربية المتحدة.